# Matanzas
Matanzas er en by i det nordvestlige Cuba med et indbyggertal på cirka 151.624 (2012) indbyggere. Byen er hovedstad i en provins af samme navn og ligger på landets kyst til det Caribiske hav. Den blev grundlagt i 1693.